# Železná Ruda-Alžbětín (nádraží)
Železná Ruda-Alžbětín je železniční stanice, která se nachází ve městě Železná Ruda (části města Alžbětín) v okrese Klatovy v Plzeňském kraji. Stanice leží na železniční trati Plzeň – Železná Ruda-Alžbětín.

## Popis
Nádraží Železná Ruda-Alžbětín (německy Markt Eisenstein-Elisenthal/Bayerisch Eisenstein) je železniční stanice na pomezí jihovýchodního Německa a Česka. Tvoří spojnici mezi bavorskou železnicí z Plattlingu do Bavorské Železné Rudy a tratí Plzeň – Klatovy – Železná Ruda. Státní hranice prochází přímo prostředkem staniční budovy, která je rozdělena na českou a německou část, jež každá nesou název v jazyce dané země. Nádraží bylo v roce 1877 postaveno pro Plzeňsko-březenskou dráhu.

## Přeprava
Stanice je v současnosti obsluhována osobními vlaky směrem na Plzeň nebo do německého Plattlingu a několikrát denně také přímými rychlíky linky R16 do Prahy.